# Sven Högström
Sven Axel Högström, född 8 oktober 1908 i Hangö, död 12 november 1995 i Ekenäs, var en finländsk ämbetsman och politiker.
Högström avlade högre rättsexamen 1935 och var 1938–1960 borgmästare i Ekenäs samt 1960–1972 häradshövding i Raseborgs domsaga. Han var riksdagsledamot 1954–1966 och ordförande i Svenska folkpartiets riksdagsgrupp 1961–1963. Åren 1951–1953 samt 1958 var han justitieminister. Då Porkalaområdet återbördades 1956 gjorde Högström en viktig insats för att hävda befolkningens rätt till sina fastigheter.
Högström var därtill bland annat 1946–1980 ordförande i Ekenäs stadsfullmäktige och i Helsingfors universitetscentralsjukhus förbundsfullmäktige 1957–1981. Han utnämndes till medicine hedersdoktor vid Helsingfors universitet 1981 samt erhöll lagmans titel 1973. 